# 上島古墳
上島古墳（あげしまこふん）は、島根県出雲市国富町にある古墳。形状は円墳。国の史跡に指定され、出土品は出雲市指定有形文化財に指定されている。

## 概要
出雲平野の北側に東西に伸びる山塊を「北山」という。この山塊の西端には日御碕神社があり、東端には標高462メートルの旅伏山（たぶしやま）がある。旅伏山の山麓には多数の古墳が営まれたが、上島古墳もその一つである。
本古墳は1949年に発見された。径15メートル、高さ2メートルの円墳で、水田からの比高35メートルの丘陵斜面に位置する。墳丘には埴輪や葺石は確認されていない。築造は6世紀中葉とみられる。内部主体（埋葬施設）は家形石棺と竪穴式石室の2つが存在する。
2つある内部主体のうち、家形石棺は凝灰岩を刳り抜いたもので、内法の長さが1.83メートル、幅が0.69メートルである。内部からは被葬者の人骨のほか、五鈴鏡、玉類、刀剣類などの副葬品が検出された。ただし、発掘当時に存在が確認されていた副葬品のうちの一部は紛失しており現存しない。竪穴石室は自然石と割石を組み合わせたもので、長さ1.85メートル、幅0.6 から0.7メートル、高さ0.7メートル。ここには人骨はなく、馬具（2組）などの副葬品のみを収めていた。
出雲では他に類例のない刳抜式家形石棺と豊富な副葬品に特色があり、出雲地方の後期古墳を代表するものである。

## 出土品

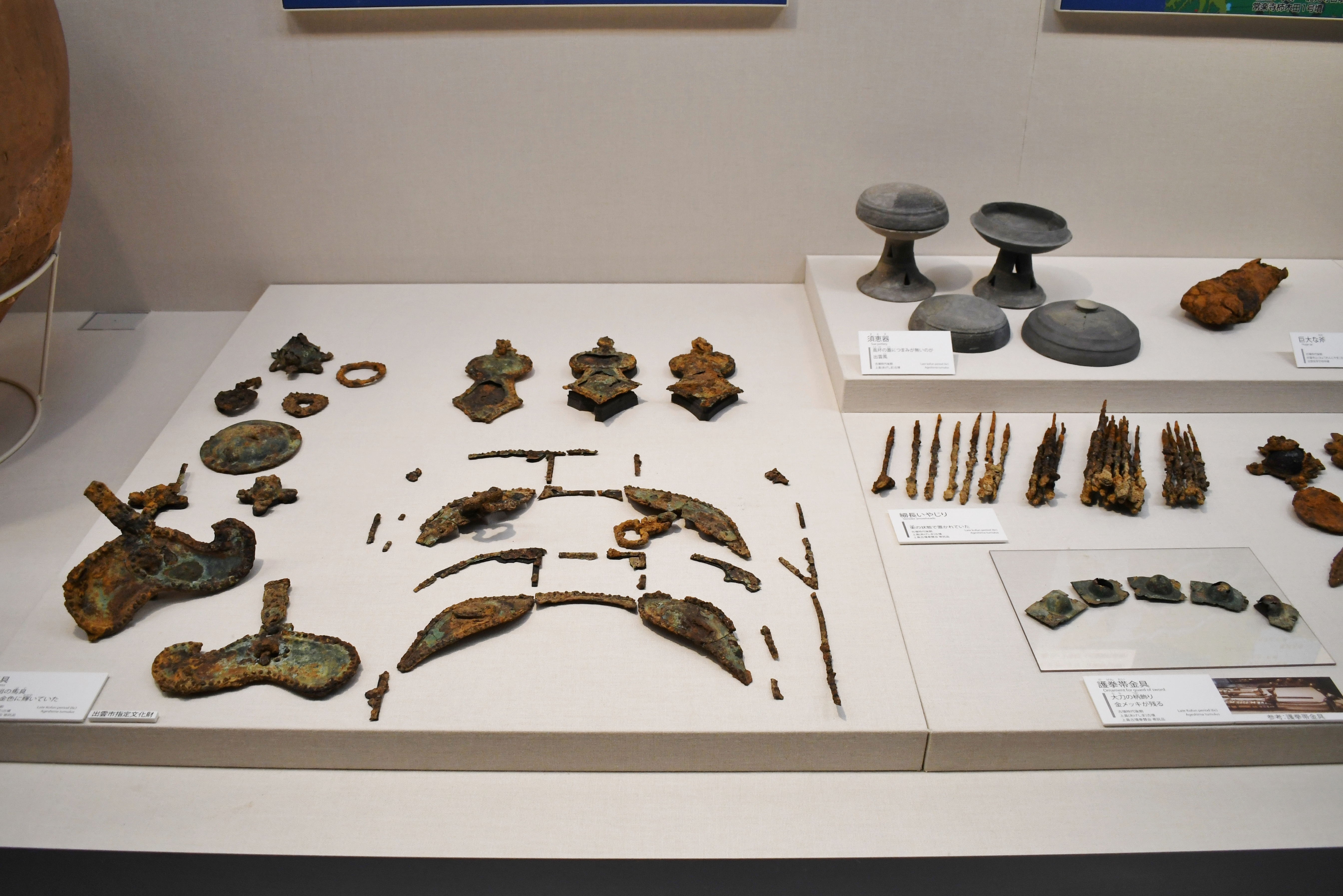
出土品（出雲市指定文化財）出雲弥生の森博物館展示。

### 概要
家形石棺、竪穴式石室および墳丘からの出土品は以下のとおりである。現存する出土品は上島古墳奉賛会が所有し、一部は島根県立古代出雲歴史博物館に展示されている。ただし、墳丘出土の須恵器の大部分は、出雲市の猪目洞窟遺物包含層出土品収蔵庫に保管されている。
家形石棺副葬品五鈴鏡1、銀環1、鈴釧（すずくしろ）1、玉類184（瑪瑙製管玉10、ガラス丸玉22、ガラス小玉152）、鹿角装刀子（ろっかくそうとうす）4、大刀1、金銅製護拳帯飾金具6、毛抜形鉄器1、針状鉄器3以上、須恵器蓋坏3組
上記のうち、五鈴鏡、鈴釧、玉類は紛失。金銅製飾金具は6個のうち5個現存。須恵器蓋坏は3組のうち身1個のみ現存。
発掘直後に撮影された写真によると、頭骨が明瞭に残るなど、遺骨の残存状態は良好であった。副葬品の配置は以下のようであった。玉類は、遺体の両腕辺に管玉とガラス小玉、両足辺にガラス丸玉があった。棺の北壁（遺体の右手側）に沿って大刀が置かれ、その柄のあたりに金銅製飾金具6点があった。頭部の右に銀環、胸部の右に五鈴鏡、左肩辺に大型刀子、左手辺に鈴釧があった。
竪穴式石室副葬品矢（銅鏃と矢柄の漆膜）47以上、弓金具1、馬具2組、鉄製石突1（紛失）
矢は有機質部分が消滅し、銅製の鏃（やじり）47点以上と、箆（の）に塗ってあった漆の膜が現存する。他に「両頭金具」という、弓の部品1点がある。
墳丘出土品有蓋高坏11以上（蓋は13あり）、無蓋高坏3、高坏3、把手付椀3、𤭯（はそう）1、提瓶8、広口壺5、蓋付短頸壺1、甕11以上
以上はすべて須恵器で、土師器は含まれない。

### 馬具について
竪穴式石室から検出された馬具は、鞍金具のほか、轡（くつわ）、杏葉（ぎょうよう）、雲珠（うず）、辻金具、鉸具（かこ）などからなる。馬の口に含ませる轡が2点あることから、馬具は2組分であることがわかる。鞍は鉄地金銅張（金銅は銅に金メッキしたもの）の海金具・磯金具の断片が残るもの（鞍A）と、鉄製の鞖（しおで）2点のみが残るもの（鞍B）の2背分である（馬具の専門用語の解説は後出）。
轡はf字形鏡板付轡（鏡板は鉄地金銅張）と素環鏡板付轡がある。杏葉は鉄地金銅張剣菱形杏葉3点、鉄製心葉形杏葉4点がある。雲珠は無脚半球形雲珠（鉄地金銅張）と六脚半球形雲珠各1点、並びに、無脚雲珠と組んで使われた鉄製円環1点がある。辻金具は四脚半球形辻金具2点、十字形辻金具の部品27点（正方形金具6点、長方形金具3点、爪形金具18点）があり、いずれも鉄地金銅張である。そのほか、板状金具2点、こはぜ形餃具2点、8字形餃具2点、棒状鉄製品1点がある。
2具の馬具の組合せは、以下のように推定される（餃具についてはいずれの組に属するか判定不能）
A組：鞍A、f字形鏡板付轡、剣菱形杏葉、無脚雲珠、四脚半球形辻金具、十字形辻金具（長方形金具3点）、
B組：鞍B、素環鏡板付轡、鉄製心葉形杏葉、六脚雲珠、十字形辻金具（正方形金具6点）
（馬具用語）
- 海金具・磯金具 - 鞍の、人が乗る部分を居木（いぎ）といい、その前後に立てる板をそれぞれ前輪（まえわ）・後輪（しずわ）という。前輪・後輪にはそれぞれ段差を設けて「海」「磯」という2つの部分に分けることが多く、外周の凹んだ部分を海、内側の突出した部分を磯という[12]。
- 面繋（おもがい）、胸繋（むながい）、尻繋（しりがい） - 馬具を馬体に装着、固定するための革紐または組紐。面繋、胸繋、尻繋を総称して三繋（さんがい）という[13]。
- 鞖（しおで） - 鞍の左右4か所に付ける輪状の金具。胸繋と尻繋を通す[14]。
- 轡（くつわ） 馬の口にくわえさせて制御するための道具。馬が口にくわえる部分を銜（はみ）、その左右に取り付ける板（面繋の取付けと装飾を兼ねる）を鏡板という[13]。
- 杏葉（ぎょうよう） - 胸繋、尻繋などから垂下する板状の飾り金具[13]。
- 雲珠（うず） - 面繋、胸繋、尻繋の辻（交差部分）に付けた飾り[13]。
- 辻金具 - 面繋、胸繋、尻繋の辻に付けた金具。通常、雲珠より小型で、4本の足金具を有する[13]。
- 鉸具（かこ） - 騎乗者が足を乗せる鐙（あぶみ）の上端に付けたバックル。鞍の居木と鉸具の間を力革という革紐で繋ぐ[15]。

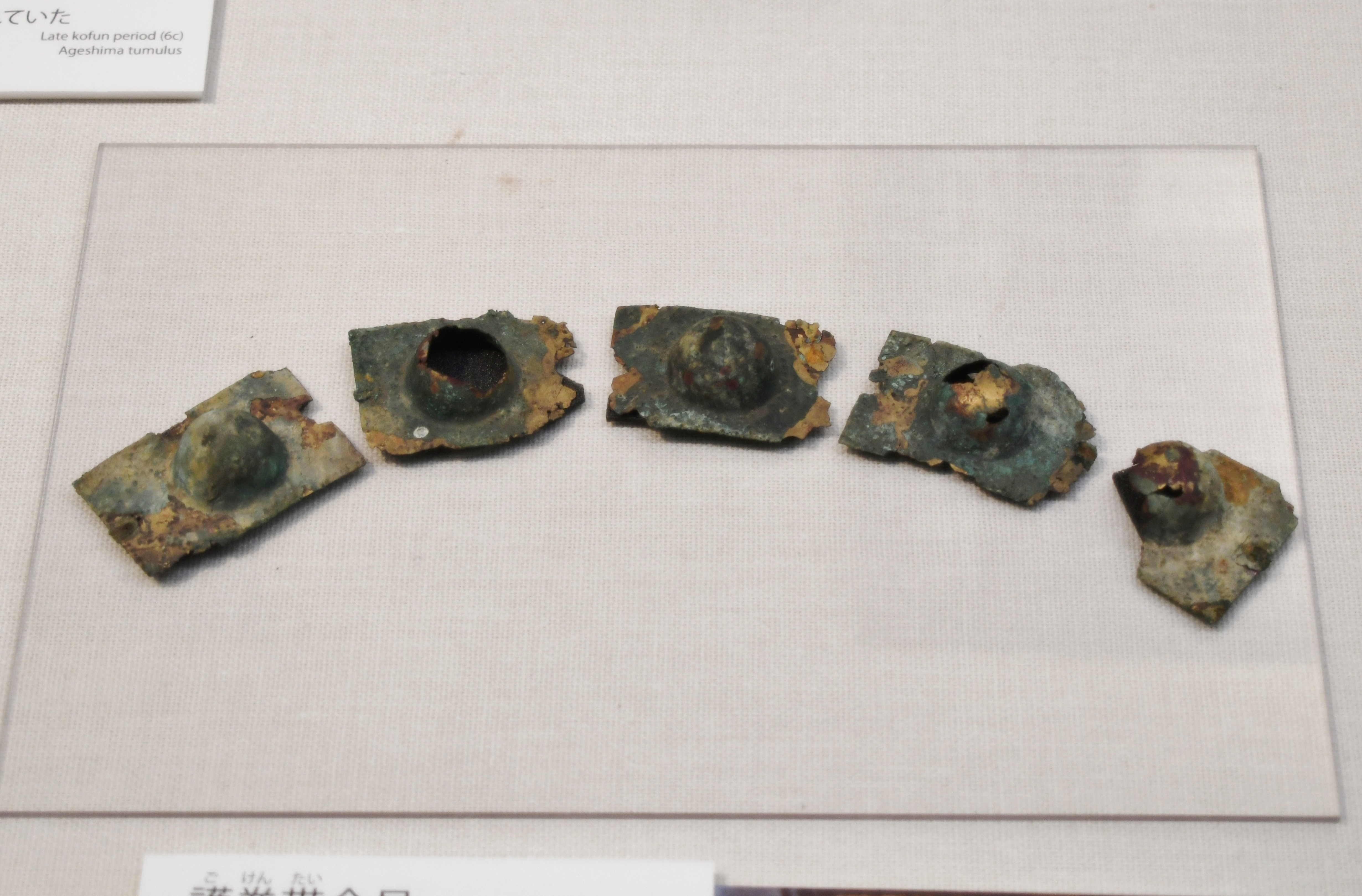
護拳帯金具
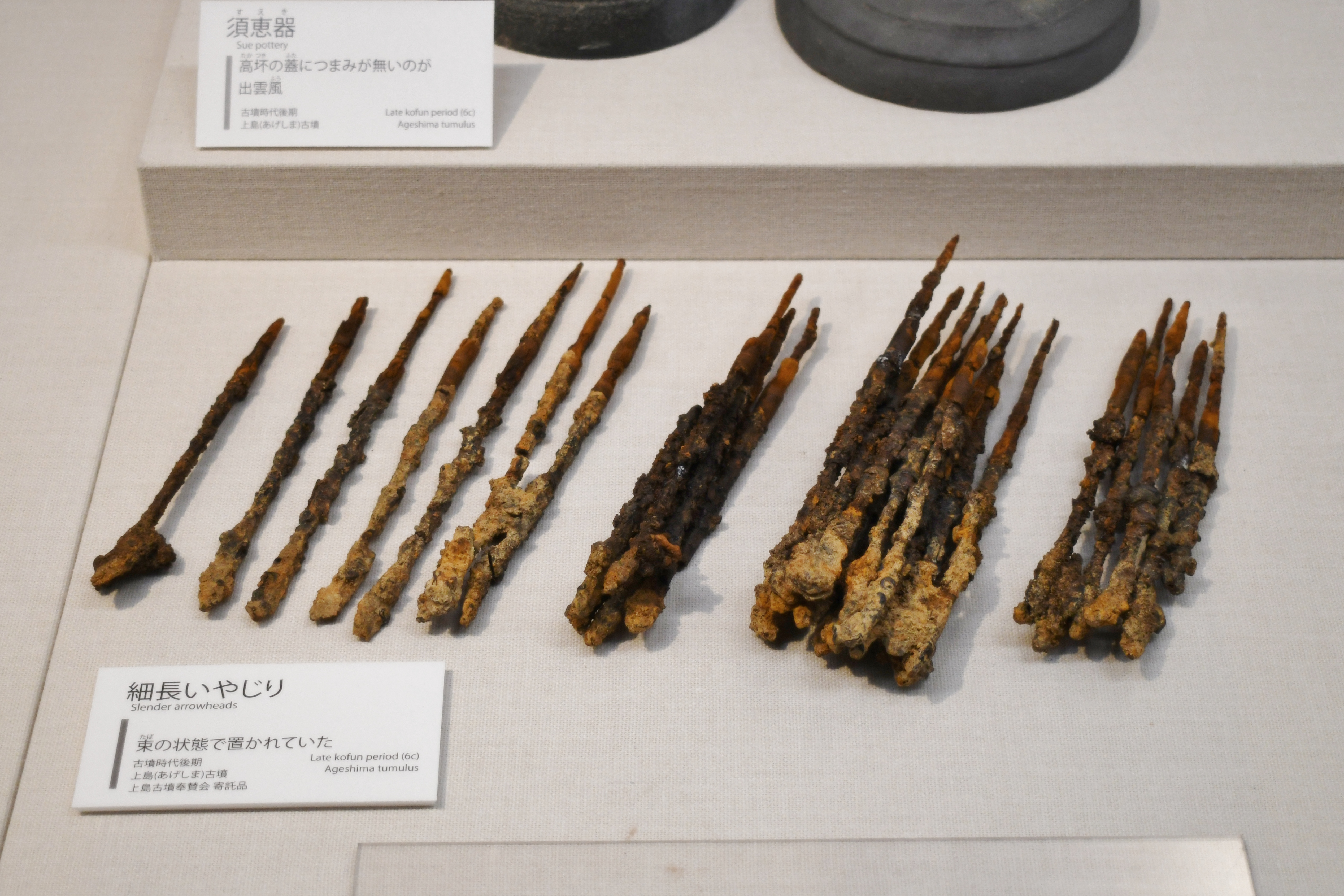
鉄鏃
須恵器
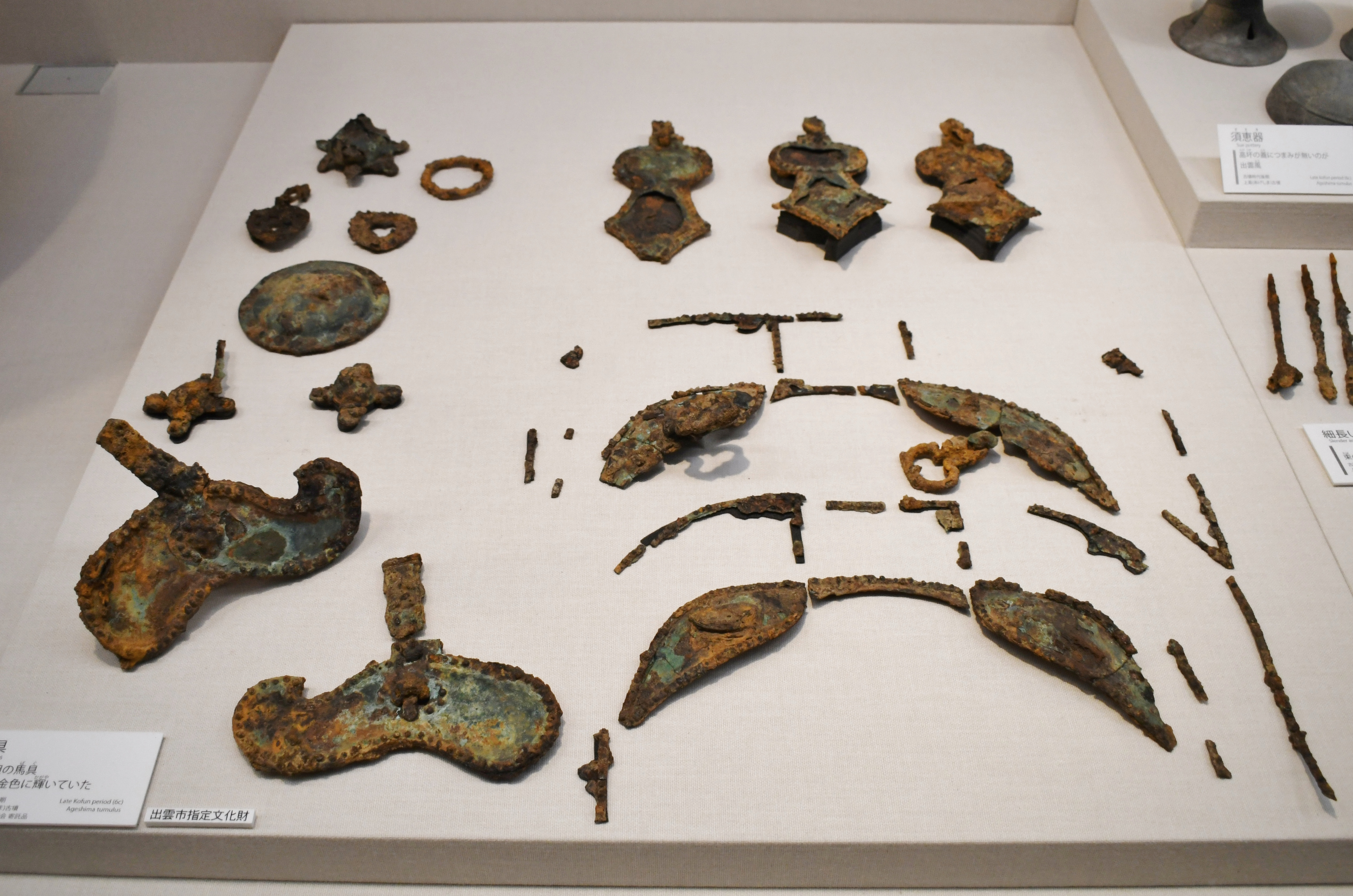
馬具

## 文化財

### 国の史跡
- 上島古墳 - 1957年（昭和32年）7月27日指定。

### 出雲市指定文化財
- 有形文化財
  - 上島古墳出土品（考古資料） - 上島古墳奉賛会所有。1989年（平成元年）3月27日指定。